# Ratpenat nasofoliat coronat
El ratpenat nasofoliat coronat (Hipposideros coronatus) és una espècie de ratpenat de la família dels hiposidèrids. Viu de forma endèmica a les Filipines. El seu hàbitat natural són coves en bosc de terres baixes sobre pedra calcària. No hi ha cap amenaça significativa per a la supervivència d'aquesta espècie, tot i que està afectada per la pèrdua d'hàbitat.